# Leptolaena arenaria
Leptolaena arenaria är en tvåhjärtbladig växtart som först beskrevs av F.Gérard, och fick sitt nu gällande namn av Alberto Judice Leote Cavaco. Leptolaena arenaria ingår i släktet Leptolaena och familjen Sarcolaenaceae. Inga underarter finns listade i Catalogue of Life.